# Saint-Michel, Tarn-et-Garonne
Saint-Michel là một làng và xã ở tỉnh Tarn-et-Garonne trong vùng Tarn-et-Garonne, Pháp.